# Ryska bandyförbundet
Ryska bandyförbundet (Федерация хоккея с мячом России (FChMR)), tidigare All-Ryska Bandyförbundet (Всероссийская федерация хоккея с мячом), är det styrande organet för bandy och rinkbandy i Ryssland. Huvudkontoret ligger i Moskva.
Förbundet bildades 1992 och blev medlem i Federation of International Bandy samma år, där det övertog platsen från det upplösta sovjetiska bandyförbundet Förbundet för bandy och landhockey SSSR.